# Синовете на Ной
Синовете на Ной и техните потомци в Битие 10, в Библията
- Сим и семитите:

Елам, Асур, Арам, Арфаксад, Луд
- Хам и хамитите:

Хуш, Мицраим, Фут, Ханаан
- Яфет и яфетитите:

Гомер, Магог, Мадай, Яван, Тувал, Мосох, Тирас